# Marvin Smith
Marvin "Smitty" Smith (født 24. juni 1961 i Waukegan, Illinois, USA) er en amerikansk jazztrommeslager og komponist. 
Smith kom frem i grupper omkring Wynton Marsalis og Branford Marsalis i 1980'erne.
Han var også trommeslager i The Tonight Show med vært Jay Leno fra (1995-2009). 
Han har spillet med bl.a. Sting , Cortney Pine, Sonny Rollins, George Shearing, Dave Holland og Willie Nelson.
Han spiller i alle genrer, men er nok mest hardbop og avantgardejazz trommeslager.

## Diskografi
- Keeper of the Drums
- The Road Less Travelled

## Eksterne kilder og henvisninger
- Drummerworld.com